# SST Records
SST Records est un label indépendant américain de punk rock. Il est fondé en 1978 à Long Beach, en Californie, par le musicien Greg Ginn. L'entreprise se nommait à l'origine Solid State Turners et appartenait à Ginn pour vendre des morceaux radio car Ginn était radioamateur avec l'indicatif WB6ZNM. Ginn transforme l'entreprise en label discographique afin de publier les enregistrements de son groupe Black Flag.
Selon le critique musical Michael Azerrad, ce qui n'était au départ qu'une modeste enseigne est devenu grâce à Ginn « ce qu'il y a eu de plus influent et de populaire dans l'underground populaire indépendant des années 1980. D'autres figures importantes du label sont Joe Carducci et la photographe Naomi Petersen.
À l'origine SST s'est surtout adonné à la publication de matériel de groupes de punk hardcore de Californie du Sud. Étant donné que de nombreux groupes du label visaient à aller au-delà de ce seul genre musical, SST publia de nombreux albums qui s'avérèrent décisifs dans l'essor du rock indépendant américain, par des groupes comme Bad Brains, H.R. Minutemen, Hüsker Dü, les Meat Puppets, Sonic Youth et Dinosaur Jr.
Vers la fin des années 1980, le label commence à s'intéresser à la publication d'enregistrements de jazz. SST est à présent basé à Taylor, au Texas. Plusieurs anciens groupes signés chez SST, dont Sonic Youth et Dinosaur Jr., ont recouru à la justice pour réclamer les droits de leurs enregistrements.

## Histoire

### Premières années
Greg Ginn crée Solid State Tuners (SST) à l'âge de 12 ans. SST était une entreprise de vente par correspondance qui vendait des équipements radio excédentaires modifiés pendant la Seconde Guerre mondiale. L'entreprise était petite mais a prospéré jusqu'au début de l'âge adulte de Ginn.
En 1976, Ginn forme le groupe de punk rock Panic. Panic enregistre huit chansons en janvier 1978, mais aucun label n'était intéressé à sortir la musique en dehors du label de Los Angeles, en Californie, Bomp! Records. À la fin de 1978, Bomp n'accepte toujours formellement pas de sortir la musique sur disque, alors Ginn, décidant qu'il avait suffisamment d'expérience commerciale avec SST, décide de la sortir lui-même. Presser les disques s’avère être une affaire simple ; « J'ai juste regardé dans l'annuaire téléphonique sous les usines de pressage de disques et il y en avait un là-bas », se souvient Ginn, « et donc je le leur ai apporté et je connaissais l'impression parce que j'avais toujours fait des catalogues. » SST Records sort la musique enregistrée par le groupe de Ginn (maintenant nommé Black Flag) sous le nom de Nervous Breakdown EP en janvier 1979.
De nombreux premiers concerts de Black Flag se terminent par des violences, impliquant souvent la police de Los Angeles. En conséquence, la police a mis sur écoute les téléphones de la marque et a gardé le bureau du SST sous surveillance. Ginn affirme que des policiers infiltrés se faisant passer pour des sans-abri étaient assis près de la porte d'entrée du SST. Le groupe n'a pas pu engager un avocat en raison d'un manque d'argent ; Ginn expliquera plus tard : « Je veux dire, on pensait sauter des repas… Il n'y avait nulle part où aller ». En 1980, les clubs de Los Angeles commence à interdire les concerts de punk hardcore, ajoutant ainsi des problèmes pour SST.
SST publie le premier EP des Minutemen, Paranoid Time, comme deuxième sortie de son catalogue en 1980. Les chansons sont enregistrées et mixées en une seule soirée pour 300 $. Le bassiste des Minutemen, Mike Watt, se souvient : « C'est à ce moment-là qu'on a réalisé qu'il suffisait de payer pour les pressages, que les disques n'étaient pas un cadeau du Mont Olympe... Peut-être que c'était dû à l'expérience de Greg avec les radios amateurs [...] ». Black Flag commence à voyager le long de la côte californienne pour jouer au Mabuhay Gardens à San Francisco, effectuant sept voyages au total. Le producteur de SST, Spot, devient preneur de son et directeur de tournée, un travail qu'il exercera pendant plusieurs années, tout en aidant à enregistrer une grande partie de la musique du label.
SST vendait ses sorties à de petits distributeurs à un prix volontairement bas ; cependant, comme les distributeurs vendaient généralement des disques importés, les disques se retrouvaient généralement dans des magasins spécialisés où ils se vendaient à des prix élevés. Ginn décide de sortir le premier album de Black Flag, Damaged (1981), via un distributeur grand public. SST conclut un accord avec MCA Records pour co-éditer Damaged sur Unicorn Records, un petit label distribué par MCA. Juste avant la sortie de l'album, MCA décide de ne pas sortir Damaged, citant son sujet « anti-maison de disques ». SST poursuit Unicorn en affirmant que le label n'avait pas payé les redevances et les dépenses légitimes pour l'album. Unicorn contre-attaque et obtient une injonction empêchant Black Flag de divulguer d'autres documents jusqu'à ce que l'affaire soit réglée. Après la sortie de la compilation Black Flag Everything Went Black par SST, Unicorn poursuit ce dernier en justice en juillet 1983. Ginn et le Chuck Dukowski, bassiste de Black Flag (devenu copropriétaire de SST), sont jugés pour violation de l'injonction et envoyé en prison pendant cinq jours. À la fin de 1983, Unicorn fait faillite et Black Flag peut à nouveau sortir des disques.

### Expansion et diversification
Malgré ses problèmes juridiques, SST continue à publier des disques de groupes tels que Minutemen, Saccharine Trust et Meat Puppets. En 1982, le groupe de punk hardcore de Minneapolis, Hüsker Dü, devient la première signature du label hors de la côte ouest. Après la résolution des litiges avec Unicorn Records, SST sort quatre albums Black Flag en 1984. Les multiples albums Black Flag, ainsi que les doubles albums Zen Arcade et Double Nickels on the Dime de Hüsker Dü et The Minutemen, respectivement, étendent les ressources du label. Alors que SST pensait que Zen Arcade serait un succès underground de taille, les pressages de plus de 5 000 exemplaires étaient un territoire inconnu pour le label, il a donc fait preuve de prudence et n'a pas imprimé plus de ce nombre lors de son pressage initial. Acclamé par la critique de plusieurs médias grand public, Zen Arcade se vend rapidement et est est épuisé pendant des mois. Ginn décide de réduire les coûts promotionnels des albums de Black Flag en les publiant rapidement et en faisant en sorte que le groupe fasse des tournées solides après ces sorties.
Au milieu des années 1980, Hüsker Dü devient l'attraction vedette de SST, leurs compositions fortes et leur musique de plus en plus mélodique devenant le lien clé entre le punk hardcore et le développement du college rock. L'enregistrement et la sortie réguliers de disques par le groupe (trois albums au cours de 1984 et 1985) créent un afflux de revenus pour le label et lui permet d'obtenir des paiements auprès des distributeurs pour d'autres sorties. Cependant, le groupe estime que SST ne consacrait pas suffisamment d'attention à ses sorties ; le batteur de Hüsker Dü, Grant Hart,  déclare après le départ du groupe : « Je pense qu'il y a un peu de réticence de leur part à laisser quoi que ce soit attirer un peu plus d'attention que Black Flag ». En 1985, Hüsker Dü souhaite auto-produire son troisième album studio, New Day Rising. Ignorant les souhaits du groupe, SST charge Spot de superviser les sessions. Grant Hart expliqua plus tard : « On n'avait pas d'autre choix que de travailler avec lui. SST nous a fait travailler avec lui ». Conscient de la tension, Spot « devait suivre les directives du label ». En conséquence, New Day Rising devient l'un des derniers enregistrements que Spot a réalisé pour le label, et le groupe signe rapidement avec la major Warner Bros. Records.
La liste des groupes de SST est encore par la disparition des Minutemen en 1985 (résultat de la mort du guitariste D. Boon) et la séparation de Black Flag en 1986. Le label remplace ces groupes par de nouvelles signatures Sonic Youth, Dinosaur Jr. et Bad Brains. Sonic Youth a souvent mentionné SST dans des interviews et, selon l'estimation de l'écrivain musical Michael Azerrad, « semblait faire activement campagne pour signer avec la centrale indépendante ».
En 1986, Ginn rachète New Alliance Records à Mike Watt, qui avait fondé le label avec D. Boon. Ginn et SST procèdent à la réédition de certaines des sorties clés de New Alliance - les albums de Descendents, Land Speed Record de Hüsker Dü et toutes les sorties hors-SST des Minutemen - sur SST. Il convertit ensuite New Alliance en un label basé sur des sorties inhabituelles de jazz, rock et spoken word.
À la fin des années 1980 et au début des années 1990, Ginn lance deux sous-labels distribués par SST. Le premier, Cruz Records, qui débute en 1987, sort trois albums solo de Ginn en l'espace d'un an, ainsi que des disques de ALL, Big Drill Car et Chemical People. Le second, l'éphémère Issues Records, se concentre sur les albums de spoken word, incluant un double album de l'ancien joueur de la NBA Bill Walton avec la musique de Ray Manzarek.

### Déclin du succès
Plusieurs artistes quittent SST à la fin des années 1980. En 1987, juste un an après avoir signé avec le label, Sonic Youth se retrouve en manque d'enthousiasme. Le guitariste Thurston Moore déclare : « La comptabilité de SST nous semblait un peu suspecte », et l'autre guitariste du groupe, Lee Ranaldo, critique la « qualité administrative mollassonne » du label. Le groupe n'est pas non plus satisfait des nouvelles signatures de Ginn. Mécontent que leurs revenus contribuent finalement à financer des « disques boiteux », Sonic Youth quitte le label avec acrimonie et signe avec Enigma Records en 1988. Dinosaur Jr. quitte SST pour Blanco y Negro Records en 1990. Le leader J Mascis déclare : « J'aime Greg Ginn et tout, mais il ne paiera pas ».
En 1987, SST sort plus de 80 titres, une « quantité ridicule même selon les standards des grands labels », selon Azerrad. Le prestige de SST décline et en 1990, le label indépendant basé à Seattle, Sub Pop, prend le pas sur le succès que SST avait autrefois connu. La réputation de SST est gravement ternie lorsque le groupe Negativland porte plainte pour l'usage du sample sur la « reprise » du tube I Still Haven't Found What I'm Looking for de U2 en 1991. L'affaire est réglée alors que Ginn et SST conviennent de publier intégralement la plupart des masters de Negativland (principalement leur cassettes Over the Edge) en échange de l'achèvement du travail sur un album live qui était prévu bien avant le début des batailles judiciaires. Les trois sorties SST de Negativland se font pendant une courte période (les droits d'auteur sur celles-ci étant depuis revenus à Negativland). Ces litiges seviront de base au livre audio de Negativland Fair Use: The Story of the Letter U and the Numeral 2 sorti en 1995.
SST entre en quasi-hibernation au milieu des années 1990, supprimant une grande partie de sa production jazz et publiant peu de nouveaux morceaux en dehors des projets de Ginn (dont Confront James, Mojack), tout en conservant les catalogues de Black Flag, Minutemen, Firehose, Hüsker Dü, Descendents et Bad Brains en version imprimée. Plusieurs artistes anciennement membres du label, dont Sonic Youth et les Meat Puppets, poursuivent SST pour récupérer leurs enregistrements, réclamant des redevances impayées. Le label cesse de sortir des morceaux à la fin des années 1990. Ginn impute cela à la faillite du distributeur du label, DNA. Le label recommence finalement à publier des nouveaux morceaux au milieu des années 2000. Cependant, ces nouvelles versions sont limitées aux projets liés à Ginn comme Gone, Hor, Jambang et Greg Ginn et les Taylor Texas Corrugators.
En 2002, Ginn signe un nouveau contrat de distribution avec Koch Records et annonce une série de nouvelles sorties de ses différents projets. En 2006, le distributeur indépendant de musique numérique The Orchard annonce la sortie de 94 titres du catalogue de SST sur des services numériques comme eMusic et l'iTunes Store.